# Peucetia cayapa
Peucetia cayapa là một loài nhện trong họ Oxyopidae.
Loài này thuộc chi Peucetia. Peucetia cayapa được miêu tả năm 2003 bởi Santos & Antonio D. Brescovit.